# Liste der Comarcas in Aragonien
Dies sind die Comarcas in Aragonien, Spanien.

## Provinz Huesca

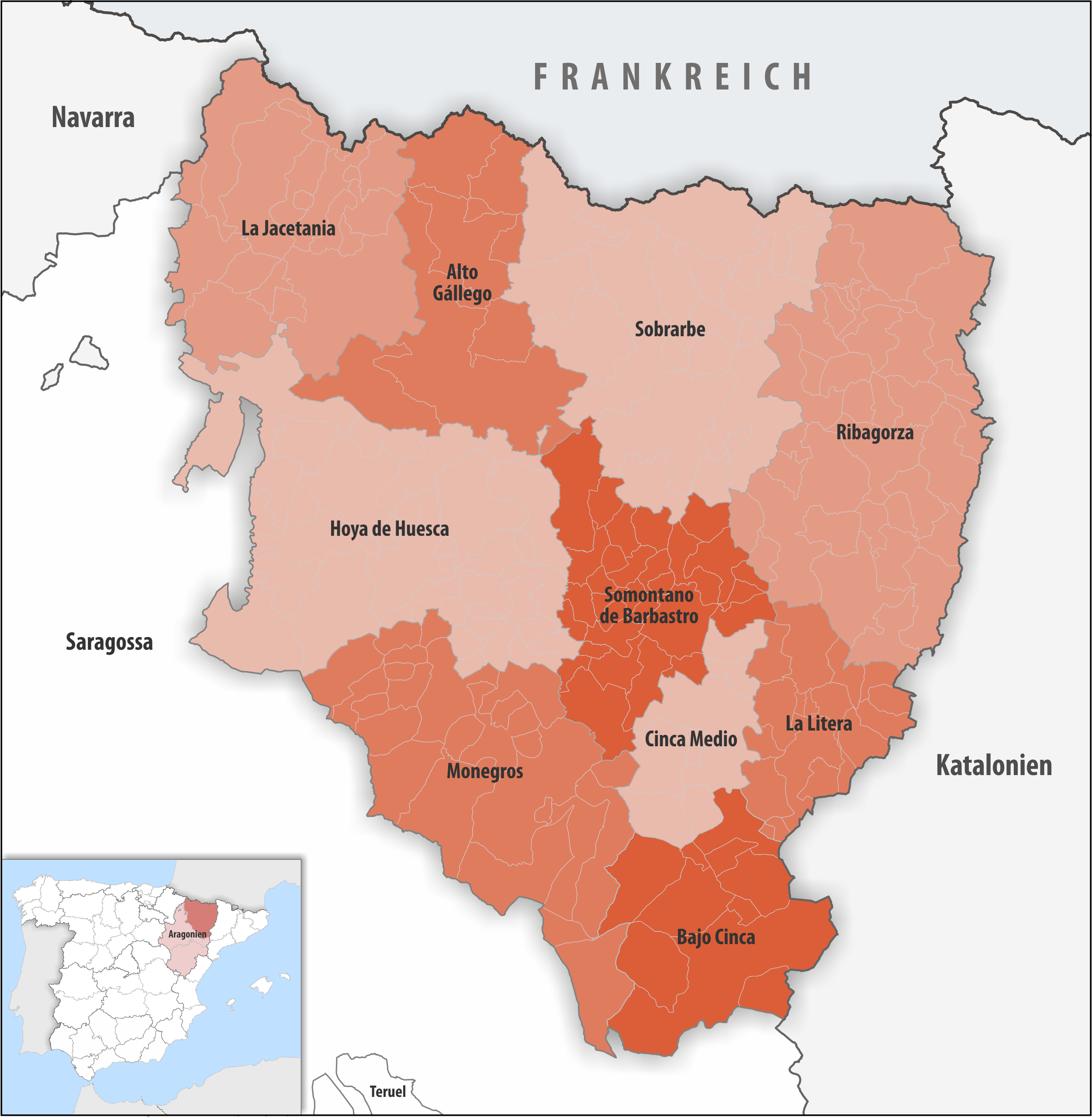
Comarcas in der Provinz Huesca

| Comarca                | Gemeinden | Einwohner (2024) | Fläche km² | Dichte Einw./km² | Hauptort       |
| ---------------------- | --------- | ---------------- | ---------- | ---------------- | -------------- |
| Alto Gállego           | 8         | 14.162           | 1.359,82   | 10               | Sabiñánigo     |
| Bajo Cinca             | 10/11     |                  | 1.112,30   | 0                | Fraga          |
| Cinca Medio            | 9         | 24.841           | 572,94     | 43               | Monzón         |
| Hoya de Huesca         | 38/40     | 70.416           | 2.441,19   | 29               | Huesca         |
| Jacetania              | 16/20     | 18.840           | 1.646,27   | 11               | Jaca           |
| La Litera              | 14        | 19.115           | 733,77     | 26               | Binéfar        |
| Monegros               | 25/31     | 18.174           | 1.936,52   | 9                | Sariñena       |
| Ribagorza              | 34        | 12.713           | 2.461,32   | 5                | Graus          |
| Sobrarbe               | 19        | 7.870            | 2.202,20   | 4                | Aínsa-Sobrarbe |
| Somontano de Barbastro | 29        | 24.407           | 1.170,41   | 21               | Barbastro      |
| Provinz Huesca         | 202       | 228.634          | 15.636,74  | 15               | Huesca         |

## Provinz Saragossa

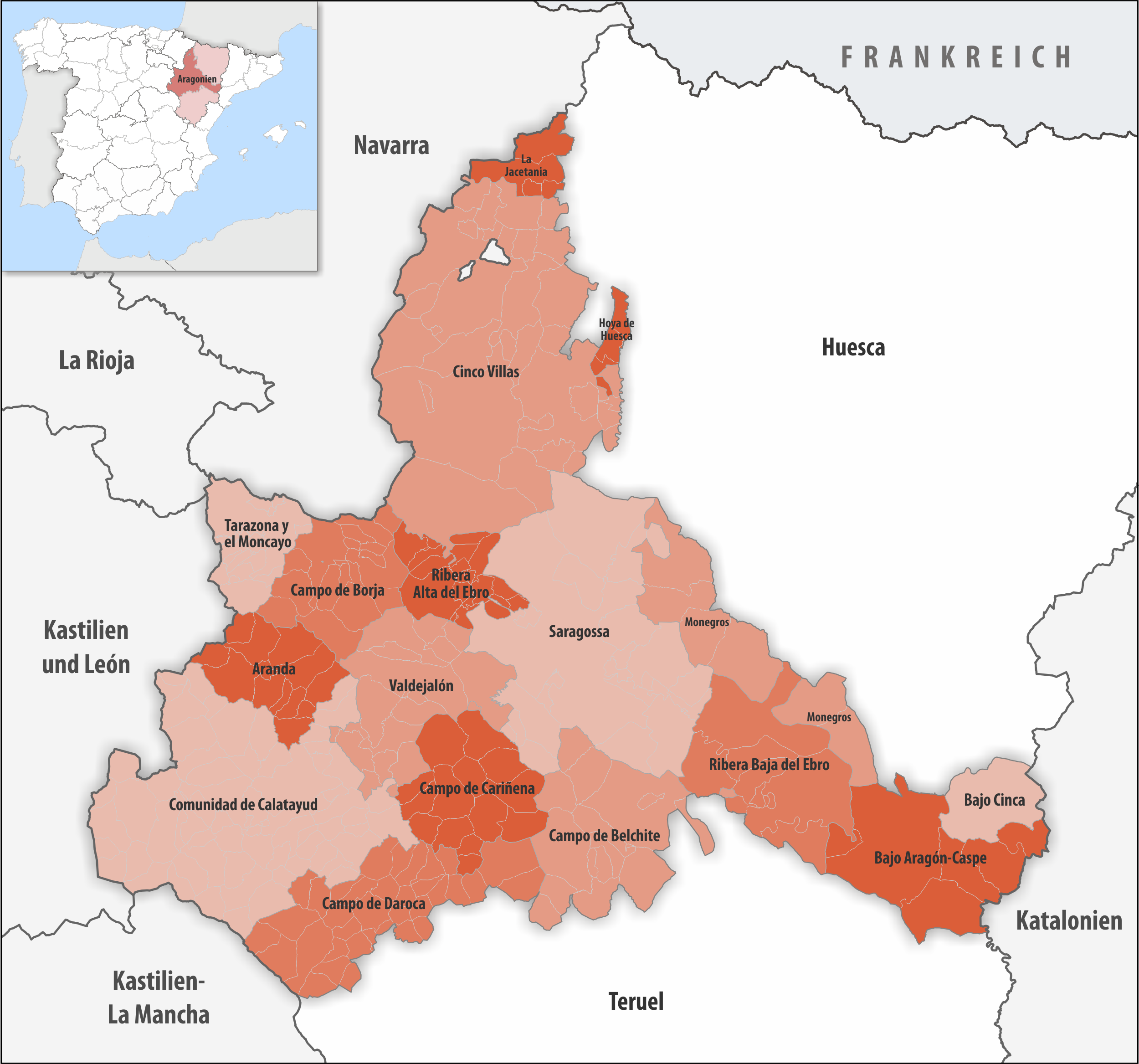
Comarcas in der Provinz Saragossa

| Comarca                | Gemeinden | Einwohner (2024) | Fläche km² | Dichte Einw./km² | Hauptort                  |
| ---------------------- | --------- | ---------------- | ---------- | ---------------- | ------------------------- |
| Aranda                 | 13        | 6.111            | 561,22     | 11               | Illueca                   |
| Bajo Aragón-Caspe      | 6         | 15.510           | 997,38     | 16               | Caspe                     |
| Bajo Cinca             | 1/11      |                  | 307,63     | 0                | Fraga                     |
| Campo de Belchite      | 15        | 4.518            | 1.043,74   | 4                | Belchite                  |
| Campo de Borja         | 18        | 13.809           | 690,55     | 20               | Borja                     |
| Campo de Cariñena      | 14        | 10.082           | 771,93     | 13               | Cariñena                  |
| Campo de Daroca        | 35        | 5.446            | 1.118,14   | 5                | Daroca                    |
| Cinco Villas           | 31        | 30.699           | 3.061,97   | 10               | Ejea de los Caballeros    |
| Comunidad de Calatayud | 67        | 36.066           | 2.512,51   | 14               | Calatayud                 |
| Hoya de Huesca         | 2/40      | 70.416           | 84,29      | 835              | Huesca                    |
| Jacetania              | 4/20      | 18.840           | 211,40     | 89               | Jaca                      |
| Monegros               | 6/31      | 18.174           | 827,94     | 22               | Sariñena                  |
| Ribera Alta del Ebro   | 17        | 28.400           | 415,94     | 68               | Alagón                    |
| Ribera Baja del Ebro   | 10        | 8.484            | 990,32     | 9                | Quinto                    |
| Saragossa              | 21        | 773.025          | 2.288,96   | 338              | Saragossa                 |
| Tarazona y el Moncayo  | 16        | 14.194           | 452,43     | 31               | Tarazona                  |
| Valdejalón             | 17        | 30.377           | 938,89     | 32               | La Almunia de Doña Godina |
| Provinz Saragossa      | 293       | 983.539          | 17.275,24  | 57               | Saragossa                 |

## Provinz Teruel

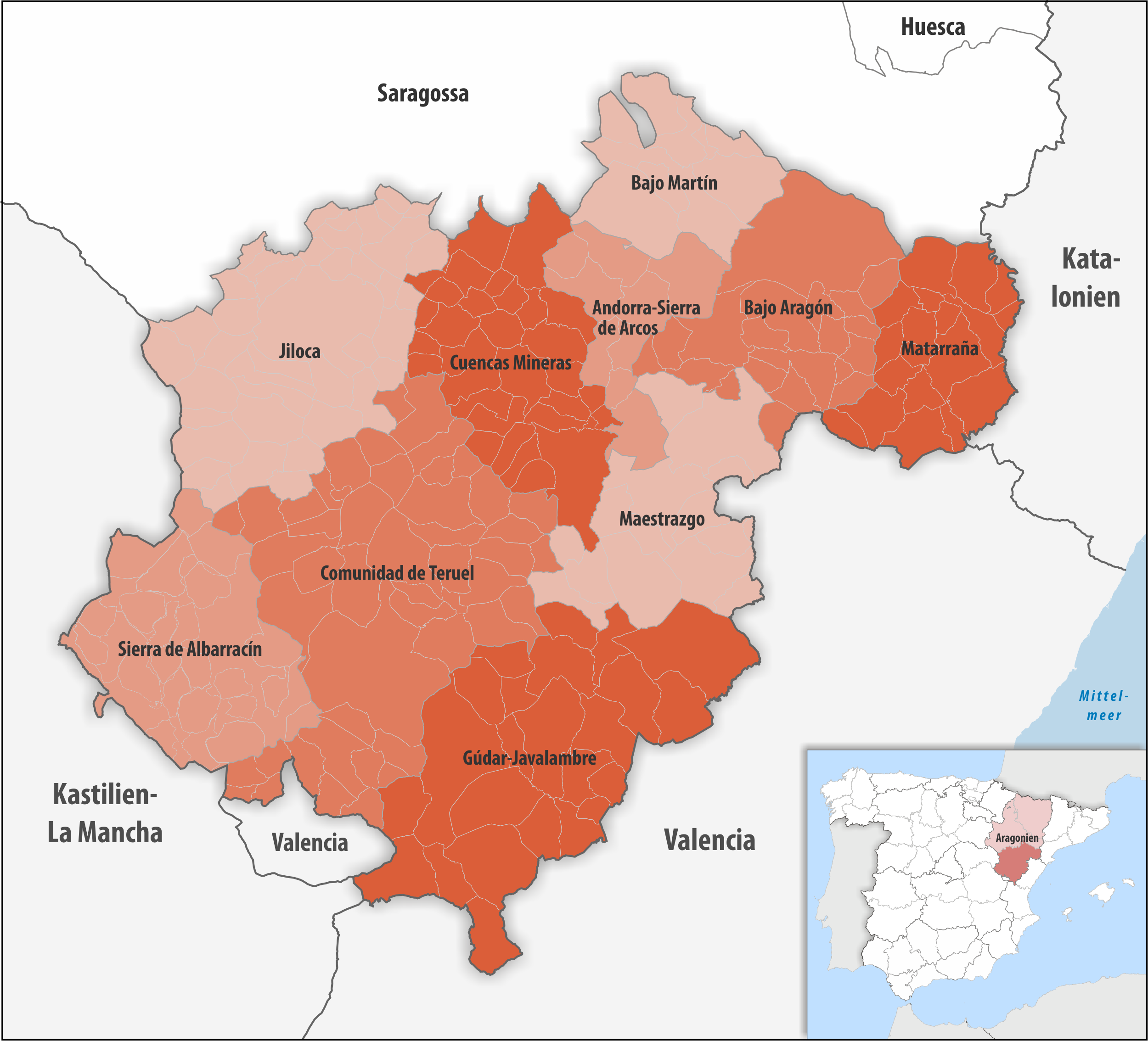
Comarcas in der Provinz Teruel

| Comarca                 | Gemeinden | Einwohner (2024) | Fläche km² | Dichte Einw./km² | Hauptort               |
| ----------------------- | --------- | ---------------- | ---------- | ---------------- | ---------------------- |
| Andorra-Sierra de Arcos | 9         | 9.566            | 675,06     | 14               | Andorra                |
| Bajo Aragón             | 20        | 28.719           | 1.304,19   | 22               | Alcañiz                |
| Bajo Martín             | 9         | 6.222            | 794,75     | 8                | Híjar                  |
| Comarca del Jiloca      | 40        | 12.550           | 1.932,51   | 6                | Calamocha              |
| Comunidad de Teruel     | 46        | 47.095           | 2.792,03   | 17               | Teruel                 |
| Cuencas Mineras         | 30        | 7.797            | 1.407,42   | 6                | Montalbán und Utrillas |
| Gúdar-Javalambre        | 24        | 7.793            | 2.351,96   | 3                | Mora de Rubielos       |
| Maestrazgo              | 15        | 3.115            | 1.204,36   | 3                | Cantavieja             |
| Matarraña               | 18        | 8.280            | 933,14     | 9                | Valderrobres           |
| Sierra de Albarracín    | 25        | 4.524            | 1.413,82   | 3                | Albarracín             |
| Provinz Teruel          | 236       | 135.661          | 14.809,24  | 9                | Teruel                 |